# Mariel Comber
Mariel Comber fue una actriz de cine, teatro y televisión argentina popular en años 60s.

## Carrera
Comber fue una actriz cómica que se caracterizó además de por su notable belleza por su talento para el humor. La rubia argentina participó en decenas de teatros iniciándose profesionalmente a fines de 1950. Surgió tras formar parte del personal de La revista dislocada escrita por Délfor Dicásolo en radio y, posteriormente, por televisión.
En cine debuta esporádicamente con la película Hombre de la esquina rosada en 1962 junto con Francisco Petrone, Walter Vidarte y Susana Campos. Luego vinieron otras comedias como La pérgola de las flores (1965) con dirección de Román Viñoly Barreto, junto a Marujita Díaz, Antonio Prieto y Dringue Farías, Hotel alojamiento (1966) de la mano de Fernando Ayala y Como seducir a una mujer (1967) junto a los humoristas uruguayos Ricardo Espalter, Raimundo Soto. Su última aparición se dio en Patapúfete en 1967, con dirección de Julio Saraceni, encabezado por el genial Pepe Biondi.
De gran personalidad y simpatía, la televisión le dio un gran espacio de popularidad al integrar el elenco estable de Telecómicos, un programa humorístico escrito por Aldo Cammarota, junto a un amplísimo elenco entre los que se encontraban Juan Carlos Calabró, Nelly Beltrán, Alfonso Pícaro, Nelson Prenat, Cuchuflito, Horacio Bruno y Atilio Pozzobón, entre otros. Fue junto a Luisina Brando las figuras femeninas jóvenes del ciclo, y generalmente hizo de pareja con Mario Sapag en el famoso sketch La pareja:El teleteatro de Esmeraldo Alabastrino y Archipiotra Cachuta.
En 1967 contrajo matrimonio con un millonario empresario colombiano, alejándose del medio artístico al poco tiempo. Según comentó la actriz Edda Díaz durante una entrevista.

## Filmografía
- 1962: Hombre de la esquina rosada.
- 1965: La pérgola de las flores .
- 1966: Hotel alojamiento.
- 1967: Como seducir a una mujer.
- 1967: Patapúfete.

## Televisión
- 1959: La revista dislocada, por Canal 7.
- 1960-1968: Telecómicos.
- 1970: Los Compinches, con Oscar Viale, Edda Díaz y Carlos Moreno.

## Radio
- La revista dislocada

## Teatro
- Según pasan los años (1968), estrenada en el Teatro Avenida, junto a Jorge de la Riestra, Osvaldo Terranova, Lolita Torres, Zelmar Gueñol, Teresa Serrador, Rodolfo Salerno, Enrique Liporace, Ricardo Morán, Polo Cortés, Rey Charol, Josefina Ríos, Adolfo García Grau, entre otros.[3]